# Église Saint-Georges de Pizzo
L’église Saint-Georges est un édifice religieux catholique de style baroque sis au centre de la ville de Pizzo, dont elle est l'église principale. Elle est essentiellement connue pour abriter la tombe de Joachim Murat.

## Histoire
Sa dédicace à saint Georges vient d'une église préexistante également dédiée à la Vierge. Une inscription le rappelant figure encore sur l'architrave du portail, lui, plus récent.

## Lieu d'inhumation
Elle est le lieu de sépulture de Joachim Murat, maréchal d'Empire et roi de Naples, qui fut exécuté au château de Pizzo par des soldats bourboniens et dont le corps fut inhumé dans l'église Saint-Georges. Elle est également le lieu de sépulture d'Antonino Anile, natif de Pizzo, qui fut député et ministre de l'Instruction.

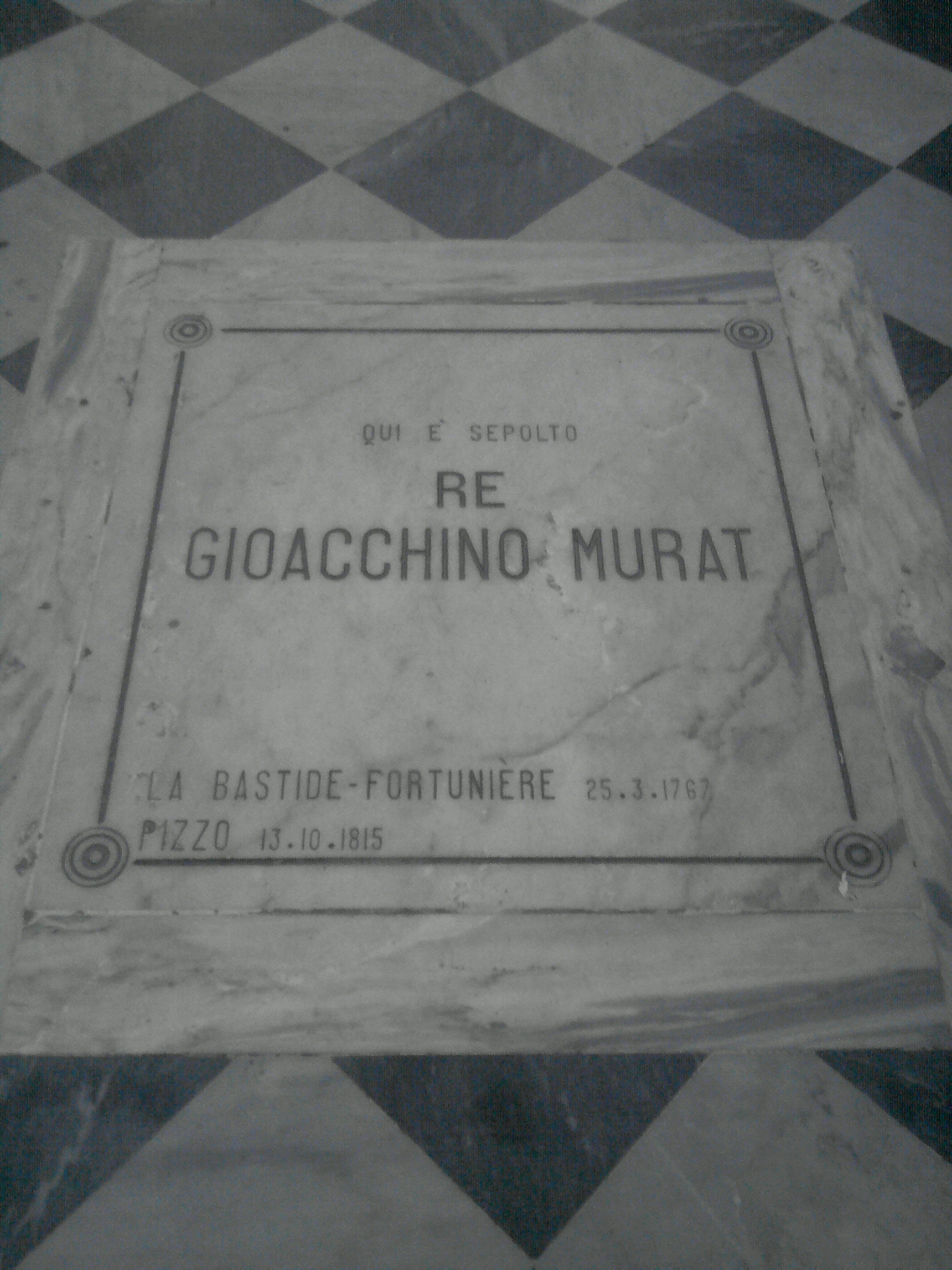
Dalle funéraire de Joachim Murat.